# Настанови Агапіта

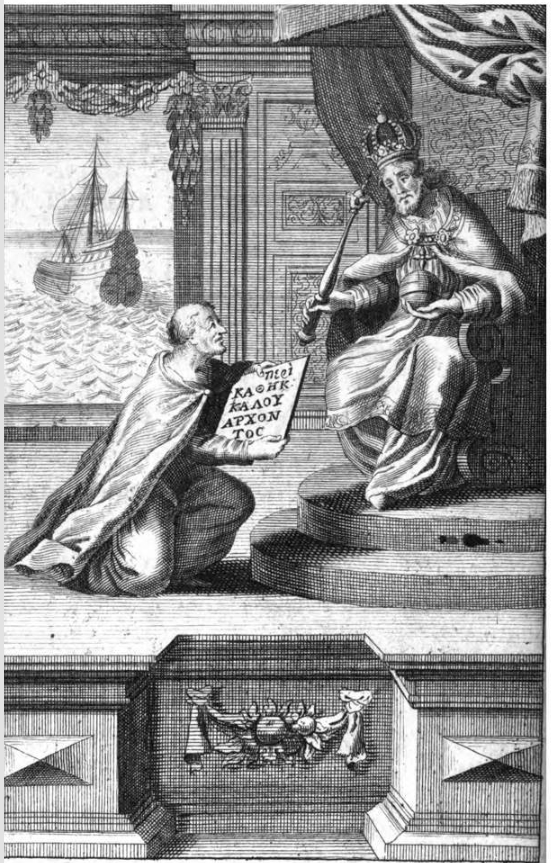
Агапіт віддає свій твір Юстиніану. Видання твору 1733 року паралельно грецькою і латинських мовами.

«Настанови» («Ектезис» або «Екфезис») Агапіта (дав.-гр. Έκθεσις κεφαλαίων παραινετικῶν — «виклад глав переконливих») — одне з візантійських «Дзеркал» (настанов правителю), переклади якого поширились у Західній Європі, Стародавній Русі та в південних слов'ян. Адресований імператору Юстиніану I твір включає основні уявлення про ідеального християнського імператора, викладені чіткими формулюваннями вишуканою мовою. Твір був найпопулярнішим у середньовіччі підручником з мистецтва керування державою.

## Історія

### «Княжі дзеркала» у візантійській літературі
Традиційним жанром теоретичної політичної літератури у Візантії був повчальний трактат, звернений до імператора. Сучасні дослідники позначають такі твори як «княжі дзеркала», термін, який не використовувався у Візантії і з'явився в Західній Європі XII століття. Візантійські зерцала, що розвивалися незалежно від західноєвропейських, сходять до елліністичної традиції повчальної літератури, що веде свій початок від промови Ісократа «Нікокл». Візантійські автори дзеркал бачили своєю метою навчання імператора або юного принца на основі принципів доброго і справедливого царювання. Складання таких посібників було освяченою часом традицією, а їх популярність виходила далеко за межі власне двору, бувши джерелом моральної філософії.
За класифікацією Герберта Гунгера, візантійські дзеркала можна розділити на дві категорії. До першої категорії він відносить літературно опрацьовані промови, такі як «Про царство» Сінесія. Другий тип, що відрізняється від першого як структурно, так і стилістично, являє собою набір коротких, написаних акровіршем, глав. Пронизані християнським духом, вони були чисто середньовічних явищем. «Настанови» Агапіта, адресовані імператору Юстиніану I були найранішим та найвпливовішим твором такого роду.

### Створення
Невдовзі після вступу на престол імператора Юстиніана I диякон столичного храму Святої Софії Агапіт, про якого не збереглося жодної інформації, крім тієї, що міститься в акровірші «Настанов», склав збірку настанов про імператорську владу і керування підданими. Твір, відомий у візантологічній літературі під різними назвами, такими як «Царський (Імператорський) сувій)» або «Виклад повчальних глав», включав основні елементи християнських уявлень про ідеального імператора, які сходять до пізньоантичних концепцій імператорської влади.
Серед джерел Агапіта виділено тексти Платона, Ісократа, Василія Великого і Григорія Ніського, Григорія Богослова, а також цілого ряду неопіфагорійців. Невеликий текст, що складається з 72 коротких глав, вирізняється ретельністю літературного опрацювання відібраного матеріалу, доданням суворої витонченості стилю, в ньому автор вишукано поєднав мовні суголосся і паралельні конструкції.

## Вплив на політичну думку
Першим дослідником, що зробив значний внесок у вивчення впливу «Настанов» Агапіта на політичну думку Східної та західної Європи, був американський візантиніст Ігор Шевченко.

### У Візантії
Наступним за часом значним твором у жанрі «княжого дзеркала» були «Повчальні глави», складені з волі імператора Василія I патріархом Фотієм. Хоча «Глави» багато запозичили з творів Ісократа і Агапіта, вони дещо уточнили початкову думку про всевладність богообраного басилевса ромеїв, а також розширили список необхідних чеснот освіченістю. З цих двох творів, основоположних для візантійської політичної думки і дуже популярних, «Настанови» дійшли до нас у значно більшій кількості рукописів — 80, порівняно з 25 манускриптами «Глав». Відомо також, що твір Агапіта використовував автор іншого «дзеркала», Мануїлом II Палеологом.
«Настанови» вплинули також на неполітичну літературу. Їх вплив можна виявити в «Історії» Феофілакта Сімокатти, а в романі «Варлаам і Йоасаф» автор характеризує словами «Настанов» ідеального правителя Йоасафа.

### У слов'янських народів

#### Болгарія та Київська Русь
Найдавніший слов'янський переклад «Настанов» виготовлено в Болгарії на початку X століття. На Русь, ймовірно, «Настанови» потрапили у вигляді великих витягів, включених до Ізборника Святослава 1076 року. Джерелом даних витягів, через докладно проаналізований дослідниками ланцюг запозичень, був рукопис, створений у Болгарії за царя Симеона I або, що менш ймовірно, його сина Петра. Пізніших видань «Настанов» у Давньоруській державі не відомо, хоча невеликі фрагменти з них є в збірнику «Бджола» і через нього в Лаврентіївському літописі, де під 1175 роком з'являється знаменитий вислів «Єстьством бо земним подібний є кожній людині цар, владою ж сану, яко Бог», віднесений до князя Андрія Боголюбського.
Не пізніше XII століття на Русі став відомим переклад «Повісті про Варлаама і Йосаафа», в якому імператорські ідеали набули чернечого забарвлення. Відомо, що через неї з «Настановами» ознайомився єпископ Кирило Турівський.

#### Московська держава

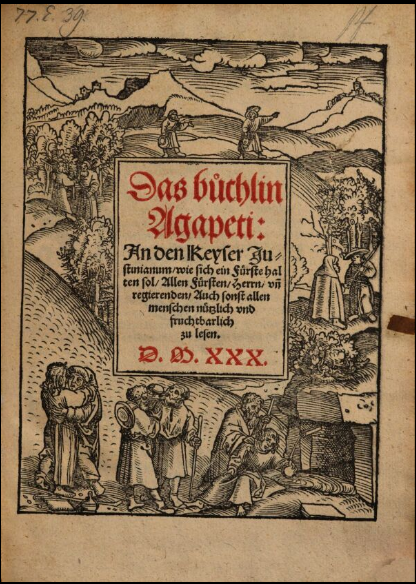
Настанови Агапіта німецькою. Видання 1530 року

Перший повний російський переклад «Настанов» з'явився в кінці XIV століття. В той час його приписували Івану Золотоустому, і сприймалося воно не як політичний маніфест, а як повчальне читання. Потім переклад увійшов у Великі Четьї Мінеї під 29 лютого. Оригінальний текст при цьому втратив кілька глав і отримав назву «Настанови благого цесарства, се ж і до боляр і до єпископа і до ігумена, гарно є і чернцем» («Поучение благого цесарства, се же и к боляром и к епископом и ко игуменом, лепо есть и чернцем»).
На початку XVI століття твір виявився затребуваним в йосифлянських колах. У «Посланні» ігумена Волоколамського монастиря Йосифа Волоцького, використовуючи тезу Агапіта про богообраність імператорської влади, було викладено теоретичні основи міцної єдності духовної і світської влади. Йосиф схвалював заступництво великого князя московського, проголосивши божественне походження його влади і її необмежений божественний характер.
Автор анонімної оповіді про народження Івана IV, включеного пізніше в Ступеневу книгу, використовував слова Агапіта стосовно великого князя Василія III. Сам Іван Грозний неодноразово використовував цитати з праці Агапіта у своїй політичній полеміці. Так, словами Агапіта він чітко позначив обов'язки государя: «И всегда убо царем подобает обозрительным быти, овогда кротчайшим, овогда же ярым; ко благим убо милость и кротость, к злым же ярость и мучение».
В XVI столітті набув поширення повніший переклад, що отримав назву «Изложение совещателных глав царю Иустиниану, сложеных Агапитом, диаконом святейшиа божиа великиа церкви». Запозичення з цієї версії можна простежити в одній з редакцій житія митрополита Пилипа, а також у «Посланні» авантюристів І. Таубе та Е. Крузе.

#### Україна
Перше друковане видання праці Агапіта слов'янською мовою з'явилося 1628 року в друкарні Києво-Печерської лаври завдяки Петру Могилі. Для своєї роботи він використав усі відомі йому перекази «Настанови», а також наявні на той час західні друковані видання. 1660 року його переклад перевидали в Москві, потім з'явилися й інші переклади.
Київське видання було в бібліотеці Петра I.

#### Дунайські князівства
Відродження грецької мови і жанру дзеркал у Дунайських князівствах можна простежити починаючи з XVI століття, коли з'явилися «Вмовляння» волоського князя Нягоє I Басараба, звернені до його сина Феодосія. Від середини XVII століття грецька мова витісняє слов'янську, а засновані в Бухаресті і Яссах Академії заохочували використання розмовної грецької. Господар Константін Бринковяну, прийнявши візантійську імперську ідеологію, провів у своїй країні наприкінці XVII століття реформу освіти, спираючись на зусилля придворних знавців грецької мови. В заснованій за дорученням князя 1700 року академії її перший директор, за порадою Бринковяну, склав у педагогічних і політичних цілях парафрази та тлумачення деяких візантійських «дзеркал». Зокрема, до 1700 року відноситься рукописне тлумачення «Ектезису» Агапіта, використовуване як посібник для вивчення грецької мови стольником Константіном Кантакузіно.

### В Західній Європі
Хоча теза про вплив Візантії на середньовічну європейську політичну думку не нова, «Настанови» Агапіта є одним з небагатьох прикладів, на якому цю думку можна наочно проілюструвати. Editio princeps було здійснено Захарією Каллієргі 1509 року у Венеції. Потім було кілька перевидань «дзеркал» гуманістами еразмійського напрямку (Й. Фробеном у Базелі 1518 року і Петром Мозелланом 1520 року в Лейпцигу). З цього часу можна вважати, що твір стає доступним широкому колу європейських елліністів. Ігор Шевченко переконливо показав, що знайомство Еразма з «Настановами» доволі ймовірне, а вплив на його «Виховання християнського князя», попри абсолютно різні ідеологічні установки, можливий, хоча довести це текстовими збігами не можна.
Як вправу, «Настанови» переклав французькою король Людовик XIII.

## Видання
- Сборник. Three political voices from the age of Justinian : Agapetus, Advice to the emperor ; Dialogue on political science ; Paul the Silentiary, Description of Hagia Sophia / Translated by Peter Neville Bell. — Liverpool : Liverpool univercity Press, 2009. — ISBN 1846312094.